# 貿易擴張法
貿易擴張法（英語：Trade Expansion Act，美國聯邦公法第87–794號，76 Stat. 872，1962年10月11日頒布，美國法典第19编 § 第1801節）是一部美國國會在1962年頒佈的貿易法。

## 歷史
國會授予白宮前所未有的權力，協商降低高達80%的關稅。它為關稅及貿易總協定「甘迺迪回合」貿易談判鋪平了道路，其於1967年6月30日，即法案到期前的最後一天結束。
2017年4月27日，總統唐納·川普根據該法案，就有關外國貿易行為是否威脅美國國家安全對進口鋼鋁進行調查。